# Carlos Rubio Carvajal
Carlos Rubio Carvajal (Barcelona, 1950) es un arquitecto español, afincado en Madrid. 
Es sobrino del arquitecto Javier Carvajal Ferrer. Ha formado estudios de arquitectura con los arquitectos Ignacio Vicens, César Ruiz-Larrea y Enrique Álvarez-Sala Walther.

## Biografía
Carlos Rubio Carvajal nació en Barcelona en 1950 y se trasladó con su familia a Madrid a una edad temprana. Se licenció en arquitectura en la Escuela Técnica Superior de Arquitectura de Madrid (ETSAM) en 1977. Desde 1978 ejerce como profesor asociado del Departamento de Proyectos Arquitectónicos de la ETSAM.
Entre 1985 y 1986 fue miembro de la Junta de Gobierno y Presidente del Área de Cultura del Colegio Oficial de Arquitectos de Madrid (COAM). Desde 2008 es miembro del consejo asesor de arquitectura de la Universidad Francisco de Vitoria. Desde 2015 es vocal del COAM y miembro de la Comisión Local de Patrimonio Histórico de la Comunidad de Madrid.

## Estudio de arquitectura
Rubio Arquitectura es un estudio de arquitectura afincado en Madrid y dirigido por Carlos Rubio Carvajal. El trabajo del arquitecto ha sido expuesto en distintas exposiciones como la Bienal de Arquitectura de Venecia de 2004. Muchos de sus proyectos, han sido el resultado de ser el estudio ganador en concursos de arquitectura nacionales o internacionales. En 2015 ganó el concurso internacional de ideas para la reordenación del territorio de la Zil-Factory en Moscú. Rubio Arquitectura ha realizado la sede en Alicante de la Oficina de Propiedad Intelectual de la Unión Europea (EUIPO) y la remodelación del entorno de la antigua fábrica de Clesa en Madrid.
En 2016 su proyecto de reforma del Salón de Reinos del Museo del Prado junto a Norman Foster resultó ganador, pero debido a problemas de financiación a fecha de marzo de 2019 no se han iniciado las obras. Por otro lado, también resultó ganadora su propuesta de reforma del Edificio España, si bien únicamente se ejecutaron los trabajos de demolición interior. También fue autor del proyecto de ordenación de la operación Mahou-Calderón. Tras el cambio de gobierno municipal en 2015 se optó por un nuevo diseño.
Bajo el nombre de Rubio & Álvarez-Sala ha dirigido proyectos como la Torre PwC (el tercer rascacielos más alto de Madrid y de España), la intervención urbana de Madrid Río junto a los estudios Burgos & Garrido, Porras & LaCasta y West 8, las sedes de Indra Sistemas en Alcobendas, Torrejón de Ardoz y Barcelona y la Torre Puerta de Chamartín, un edificio de 21 plantas en la Isla de Chamartín.
En el 2007 Carlos Rubio Carvajal y Enrique Álvarez-Sala ganaron el concurso internacional, convocado por Alberto Ruiz-Gallardón para remodelar el Mercado de la Cebada de Madrid. Finalmente las obras no se ejecutaron, ya que el Ayuntamiento de Madrid carecía de fondos. El proyecto inicial sufrió una transformación para albergar un gran parque público en la cubierta  con la idea de encontrar un inversor. Este proyecto no salió adelante y con el cambio de gobierno municipal se desestimó.

## Premios
- Premio Veronica Rudge Green por la Universidad de Harvard, 12.ª edición (2015)[32]
- Premio FAD de Ciudad y Paisaje por Madrid Río (2012)[33]
- Premio de Diseño Urbano y Paisajismo Internacional (CICA) en la XIII Bienal de Arquitectura de Buenos Aires (2011)[34]
- Premio Antológico de Arquitectura Contemporánea en Castilla-La Mancha (2006)[35]
- Premio COAM de Arquitectura (1989)[36]